# Hypodactylus mantipus
Hypodactylus mantipus är en groddjursart som först beskrevs av George Albert Boulenger 1908.  Hypodactylus mantipus ingår i släktet Hypodactylus och familjen Strabomantidae. IUCN kategoriserar arten globalt som livskraftig. Inga underarter finns listade i Catalogue of Life.